# Tabanus yaeyamaensis
Tabanus yaeyamaensis är en tvåvingeart som beskrevs av Hayakawa och Hasegawa 1981. Tabanus yaeyamaensis ingår i släktet Tabanus och familjen bromsar. Inga underarter finns listade i Catalogue of Life.